# Vĩnh An, Vĩnh Lộc
Vĩnh An là một xã thuộc huyện Vĩnh Lộc, tỉnh Thanh Hóa, Việt Nam.
Xã Vĩnh An có diện tích 9,18 km², dân số năm 1999 là 3645 người, mật độ dân số đạt 397 người/km². Đây là địa phương có tuyến Đường cao tốc Mai Sơn – Quốc lộ 45 đi qua đang được xây dựng.